# William Beresford
William Beresford (17 avril 1797 - 6 octobre 1883) est un homme politique conservateur britannique.

## Jeunesse
Il est le fils unique de Marcus Beresford et de son épouse Frances Arabella, fille de Joseph Leeson (1er comte de Milltown). Il fait ses études à St Mary Hall, Oxford, où il obtient un baccalauréat ès arts en 1819 et une maîtrise ès arts cinq ans plus tard. Il rejoint l'armée britannique et sert dans le 9th Queen's Royal Lancers, puis dans le 12th (Prince of Wales's) Royal Lancers, finissant comme major.

## Carrière
Il se présente dans le comté de Waterford sans succès en 1837. Il est élu pour Harwich aux élections générales de 1841, et reste en poste jusqu'en 1847. Beresford et Charles Newdegate sont les whips conservateurs à la Chambre des communes après la scission du parti sur les Corn Laws. Ses relations avec Benjamin Disraeli sont tendues, Beresford s'inspirant souvent de Lord Stanley leader des Lords au lieu du leader nominal des communes. En tant que whip en chef, il dirige l'élection générale de 1852, largement connue pour sa vénalité (même selon les normes du moment), et est censuré par la Chambre pour «indifférence imprudente à la corruption systématique». Disraeli profite de l'occasion pour destituer Beresford, qui est brièvement remplacé comme whip par William Forbes Mackenzie. Mackenzie, cependant, perd son siège pour à peu près la même raison, et est à son tour remplacé par Sir William Joliffe. Disraeli transfère la gestion des élections à son avocat, Philip Rose. Beresford est nommé secrétaire à la guerre en 1852 et, à cette occasion, est admis comme conseiller privé.

## Famille
En 1833, il épouse Catherine, la plus jeune fille de George Robert Heneage, et a deux fils et une fille.